# Hahnroda
Hahnroda is een gehucht in de Duitse gemeente Amt Creuzburg in het Wartburgkreis in Thüringen. Het wordt voor het eerst genoemd in 1484. In  1925 werd het bij de gemeente Buchenau gevoegd. In 1994 fuseerde de gemeente Buchenau met Mihla, die op 1 januari 2020 opging in Amt Creuzburg. 